# Пятилетка (Тогучинский район)
Пятиле́тка — посёлок в Тогучинском районе Новосибирской области. Входит в состав Вассинского сельсовета.

## География
Площадь посёлка — 38 гектаров.

## Население
| 2002 | 2007 | 2010 |
| ---- | ---- | ---- |
| 239  | ↗286 | ↘262 |

## Инфраструктура
В посёлке по данным на 2007 год функционируют 1 учреждение здравоохранения и 1 учреждение образования.